# Michael Schneider (Regisseur)
Michael Thomas Schneider (* 28. September 1970 in Fürstenfeldbruck) ist ein deutscher Fernsehregisseur, der auf Produktionen der öffentlich-rechtlichen Sender im Genre des Kriminalfilms spezialisiert ist.

## Leben
Michael Schneider verbrachte seine Kindheit und Jugend in München-Schwabing, ging dort zur Grundschule und ans Gisela-Gymnasium. Da er in der frühen Computerspieleszene aktiv war, trat er ab 1983 mehrmals als junger Experte für Heimcomputer-Spiele in der Computersendung Bit, byte, gebissen des Zündfunks im Bayerischen Rundfunk auf. 
In den 1990er Jahren machte er sich via Praktika und Assistenzen mit der professionellen Film- und Fernsehproduktion und Theaterarbeit vertraut. Seit 2000 arbeitet er als Regisseur von Filmen und Serien, bevorzugt für Produktionen des öffentlich-rechtlichen Fernsehens. Er war an 50 Folgen des Sendeformats SOKO beteiligt und zeichnet für über 20 Episoden von Kommissar Stolberg verantwortlich. Seit dem Jahr 2019, führt er regelmäßig bei Folgen der von ORF und ZDF produzierten Hauptabendserie Die Toten vom Bodensee Regie. 
Michael Schneider lebt im Großraum Köln und München, ist verheiratet und Vater von drei Kindern.

## Filmografie
- 2000: Alarm für Cobra 11 – Die Autobahnpolizei (zwei Episoden)
- 2000: Der Puma – Kämpfer mit Herz (vier Episoden)
- 2001: Der Clown (zwei Episoden)
- 2002–2004: SK Kölsch (zehn Episoden)
- 2002–2005: Die Wache (sechs Episoden)
- 2003–2015: SOKO Köln (39 Episoden)
- 2006: SOKO Rhein-Main (drei Episoden)
- 2006: Alles über Anna (drei Episoden)
- 2006–2013: Kommissar Stolberg (21 Episoden)
- 2009–2010: SOKO Stuttgart (vier Episoden)
- 2010–2015: Der Alte (zehn Episoden)
- 2011: Tatort – Tödliche Ermittlungen (Fernsehreihe)
- seit 2012: München Laim (Fernsehreihe)
  - 2012: Die Tote ohne Alibi
  - 2017: Laim und die Zeichen des Todes
  - 2020: Laim und der letzte Schuldige
  - 2021: Laim und die Tote im Teppich
  - 2022: Laim und das Hasenherz
  - 2023: Laim und die schlafenden Hunde
  - 2024: Laim und die Toten ohne Hosen
- 2012–2015: Die Chefin (sieben Episoden)
- 2013: SOKO – Der Prozess (eine Episode)
- 2013: Wilsberg – Hengstparade (Fernsehreihe)
- 2013: Wilsberg – Gegen den Strom (Fernsehreihe)
- 2015: Engel unter Wasser (Fernsehfilm)
- 2018: Die Schattenfreundin (Fernsehfilm)
- seit 2019: Die Toten vom Bodensee (Fernsehreihe)
  - 2019: Der Stumpengang
  - 2019: Die Meerjungfrau
  - 2020: Fluch aus der Tiefe
  - 2020: Der Blutritt
  - 2020: Der Wegspuk
  - 2021: Der Seelenkreis
  - 2023: Nemesis
  - 2023: Der Nachtalb
  - 2024: Atemlos
  - 2024: Die Messias
  - 2024: Nachtschatten